# Palaeorhiza nasalis
Palaeorhiza nasalis är en biart som beskrevs av Hirashima 1981. Palaeorhiza nasalis ingår i släktet Palaeorhiza och familjen korttungebin. Inga underarter finns listade i Catalogue of Life.